# Sed de venganza
Sed de venganza ist eine US-amerikanische Telenovela, produziert von Telemundo Studios, mit Isabella Castillo, Danilo Carrera und Alexa Martín. Es basiert auf der kolumbianischen Telenovela Pura sangre aus dem Jahr 2007, die von Mauricio Navas, Conchita Ruiz und Tania Cárdenas erstellt wurde. Es wird seit dem 15. Oktober 2024 auf dem Fernsehsender Telemundo ausgestrahlt.

## Handlung
Fernanda Ríos trägt die Narben ihrer Kindheitstraumata und wurde unter der Anleitung ihres Mentors und Liebhabers Eugenio Beltran dazu ausgebildet, einen Racheplan gegen die Familie Del Pino auszuführen. Mit einer Identität, die auf dieser Rache aufbaut, infiltriert Fernanda die Familie Del Pino und untergräbt deren Mitglieder, um ihr Unternehmen und ihren Reichtum zu übernehmen. Zehn Jahre später kehrt Francisco, den Fernanda in der Vergangenheit betrogen hat, zurück und sucht Rache, nun unter der Identität von Emilio Montenegro. Fernanda kennt seine wahre Identität jedoch nicht und seine Ankunft weckt in ihr eine unerwartete Leidenschaft, die ihre Rachepläne erschwert.

## Besetzung
| Schauspieler           | Rolle                                 |
| ---------------------- | ------------------------------------- |
| Isabella Castillo      | Fernanda Ríos / Regina Castaño        |
| Danilo Carrera         | Francisco Ramírez / Emilio Montenegro |
| Alexa Martín           | Elisa del Pino                        |
| Carlos Torres          | Gabriel del Pino                      |
| Sebastián Carvajal     | Marcelo Echeverri                     |
| Diego Olivera          | Eugenio Beltrán                       |
| Daniela Martínez       | Mónica Rodríguez                      |
| Roberto Romano         | Alonso del Pino                       |
| Fefi Oliveira          | Brenda Ferrero                        |
| Rodolfo Salas          | Roberto León                          |
| María José Camacho     | Ana del Pino                          |
| Javier Ponce           | Sebastián del Pino                    |
| Sandra Itzel           | Patricia Flores                       |
| Humberto Búa           | Fermín Pérez                          |
| Roberta Burns          | Tania Villanueva                      |
| María Laura Quintero   | Erika Flores                          |
| Claudia Coira          | Claudia Flores                        |
| María Eugenia Arboleda | Mirna Guerrero                        |
| Saúl Lisazo            | Alfredo del Pino                      |